# 저널 인용 보고서
《저널 인용 보고서》 (Journal Citation Reports, JCR)는 종전에 톰슨 로이터의 지적재산이었던 클레리베이트(Clarivate)의 연례 간행물로 현재는 Web of Science 와 통합되어 Web of Science Core Collection에서 액세스할 수 있다. 피인용 지수를 포함한 자연과학 및 사회과학 분야의 학술지 정보를 제공한다. JCR은 원래 과학인용색인(Science Citation Index)의 일부로 출판되었다. 현재 JCR은 별개의 서비스로서 《확장 과학 인용 색인》 및 《사회과학 인용 색인》 (Social Sciences Citation Index)에서 수집한 인용을 기반으로 한다.

## 기본 저널 정보
각 저널에 제공되는 정보는 다음과 같다.
- 출판사, 제목 약어, 언어, ISSN의 기본 서지 정보
- 주제 범주(과학에는 171개, 사회과학에는 54개)

## 인용 정보
- 기본 인용 데이터:
  - 해당 연도에 출판된 기사의 수 및
  - 한 해 동안 해당 저널의 기사가 이후 기사 자체 및 다른 저널에 의해 인용된 횟수,
- 아래의 내용을 보여주는 상세 표
  - 한 해 동안 해당 저널의 기사가 이후 기사 자체 및 다른 저널에 의해 인용된 횟수,
  - 가장 최근 10년 동안 해당 저널에 게재된 논문 및 기타 특정 개별 저널에 대한 인용 횟수(가장 많이 인용된 20개 저널 포함)
  - 최근 10년 동안 각 저널에 게재된 논문이 해당 연도에 개별 특정 저널에 의해 인용된 횟수(인용 횟수가 가장 많은 20개의 저널 제공)
- 특정 저널에 대한 이러한 데이터에서 파생된 몇 가지 척도: 피인용 지수, 즉시성 지수(Immediacy index) 등.

과학과 사회과학을 위한 별도의 에디션이 있다. 2013년 과학 판에는 8,411개의 저널이 포함되어 있고 2012년 사회 과학 판에는 3,016개의 제호가 포함되어 있다. 각 연도의 호는 해당 연도의 인용이 게시되고 정보가 처리된 후 다음 해에 게시된다.
간행물은 온라인( JCR on the Web ) 또는 CD 형식( JCR on CD-ROM )으로 제공되지만, 원래는 마이크로 피시에 대한 자세한 표와 함께 인쇄물로 출판되었다.
일반적으로 다양한 대학, 행정 센터 및 고등 교육을 담당하는 부처에서는 JCR에 색인된 저널에 게재된 논문의 수와 품질에 의하여 대학 교수 및 기타 연구원을 평가하고 있다.

## 출시 일정
최근에는 6월 중순에 출시되는 경우가 많다. 예를 들어, 2016년 데이터를 기반으로 하는 2017년 《저널 인용 보고서》는 2017년 6월 14일에 발표되었다.

## 통합
2020년 기준으로 《저널 인용 보고서》 에는 Unpaywall 데이터를 이용하는 open access 데이터를 위한 베타 버전이 포함되어 있다.

## 임팩트 팩터
틀:Citation metrics
학술 저널의 영향 지수(IF) 또는 저널 영향 지수(JIF)은 클래리베이트에서 계산한  과학 측정 지수의 하나로, 특정 저널에 지난 2년간 출판된 논문이, 클래리베이트의 웹 오브 사이언스에 의해 색인 된 논문 중에서 연간 평균적으로 인용되는 피인용 횟수에 의하여 계산된다. 이 값은 저널 수준 계량(journal-level metric)으로서 해당 분야 내에서 특정 저널의 상대적 중요성을 나타내는 근사치(proxy)로 자주 사용된다. 임팩트 팩터 값이 높은 저널은 이 값이 낮은 저널보다 해당 분야에서 더 중요하거나 더 높은 명성을 얻게 된다. 대학 및 자금 지원 기관에서 홍보 및 연구 제안을 결정하기 위해 자주 사용하지만 좋은 과학적 관행을 왜곡한다는 비판을 받기도 한다.

## 같이 보기
- 저널 지표
- Scopus

## 참조

### 인용
1. ↑  Garfield, Eugene (2007). “The evolution of the Science Citation Index” (PDF). 《International Microbiology》 10 (1): 65–69. doi:10.2436/20.1501.01.10. PMID 17407063.
- “Overview”. 《Journal Citation Reports》. Thomson Reuters. 2010. 2010년 6월 25일에 원본 문서에서 보존된 문서. 2010년 6월 25일에 확인함.
- “About Us”. Thomson Reuters. 2010. 2011년 1월 1일에 원본 문서에서 보존된 문서. 2010년 6월 25일에 확인함.
- Venkatraman, Archana (September 2009). “Journals cherish IF status symbol: but impact factor is not the only citation metric that matters”: 7.
2. ↑  admin. “La investigación dependiente: crítica estructural al sistema JCR | Ámbitos. Revista Internacional de Comunicación” (스페인어). 2022년 9월 27일에 원본 문서에서 보존된 문서. 2022년 9월 27일에 확인함.
3. ↑  “The 2017 JCR Release is Here! - Clarivate”. 2017년 6월 14일. 2018년 6월 12일에 원본 문서에서 보존된 문서. 2018년 6월 11일에 확인함.
4. ↑  “Journal Citation Reports: Open access data beta” (PDF). 2020년 4월 1일.
5. ↑  Waltman L, Traag VA (2021년 3월 1일). “Use of the journal impact factor for assessing individual articles: Statistically flawed or not?”. 《F1000Research》 9: 366. doi:10.12688/f1000research.23418.2. PMC 7974631. PMID 33796272.
6. ↑  Curry S (February 2018). “Let's move beyond the rhetoric: it's time to change how we judge research”. 《Nature》 554 (7691): 147. Bibcode:2018Natur.554..147C. doi:10.1038/d41586-018-01642-w. PMID 29420505.
7. ↑  Hutchins, BI; Yuan, X; Anderson, JM; Santangelo, GM (September 2016). “Relative Citation Ratio (RCR): A New Metric That Uses Citation Rates to Measure Influence at the Article Level.”. 《PLOS Biology》 14 (9): e1002541. doi:10.1371/journal.pbio.1002541. PMC 5012559. PMID 27599104.